# 巴伐利亚格迈恩
巴伐利亚格迈恩是德国巴伐利亚州的一个市镇。总面积12.34平方公里，总人口3102人，其中男性1525人，女性1577人（2011年12月31日），人口密度251人/平方公里。